# Souvigny-en-Sologne
Souvigny-en-Sologne é uma comuna francesa na região administrativa do Centro, no departamento Loir-et-Cher. Estende-se por uma área de 40 km². Em 2010 a comuna tinha 541 habitantes (densidade: 13,5 hab./km²).